# Мекей (Румунія)
Мекей (рум. Măcăi) — село у повіті Арджеш в Румунії. Входить до складу комуни Кука.
Село розташоване на відстані 140 км на північний захід від Бухареста, 32 км на північний захід від Пітешть, 91 км на північний схід від Крайови, 114 км на південний захід від Брашова.

## Населення
За даними перепису населення 2002 року у селі проживали 105 осіб, усі — румуни. Усі жителі села рідною мовою назвали румунську.